# Plenas
Plenas ist eine nordspanische Gemeinde (municipio) mit 111 Einwohnern (Stand: 2024) in der Provinz Saragossa in der Autonomen Gemeinschaft Aragón.

## Lage
Plenas liegt etwa 75 Kilometer (Fahrtstrecke) südlich von Saragossa in einer Höhe von 800 m am Fluss Río Santa María.

## Bevölkerungsentwicklung
| Jahr      | 1960 | 1970 | 1981 | 1991 | 2001 | 2011 | 2021 |
| Einwohner | 455  | 333  | 208  | 185  | 143  | 135  | 100  |

## Sehenswürdigkeiten
- Marienkirche (Iglesia de Nuestra Señora de la Piedad) aus dem 16. Jahrhundert
- Heiligtum Unserer Lieben Frau von Carrascal aus dem 14. Jahrhundert
- Barbarakapelle
- Ruinen der alten Burganlage aus dem 14. Jahrhundert
- Heimatmuseum
- alter Flugplatz

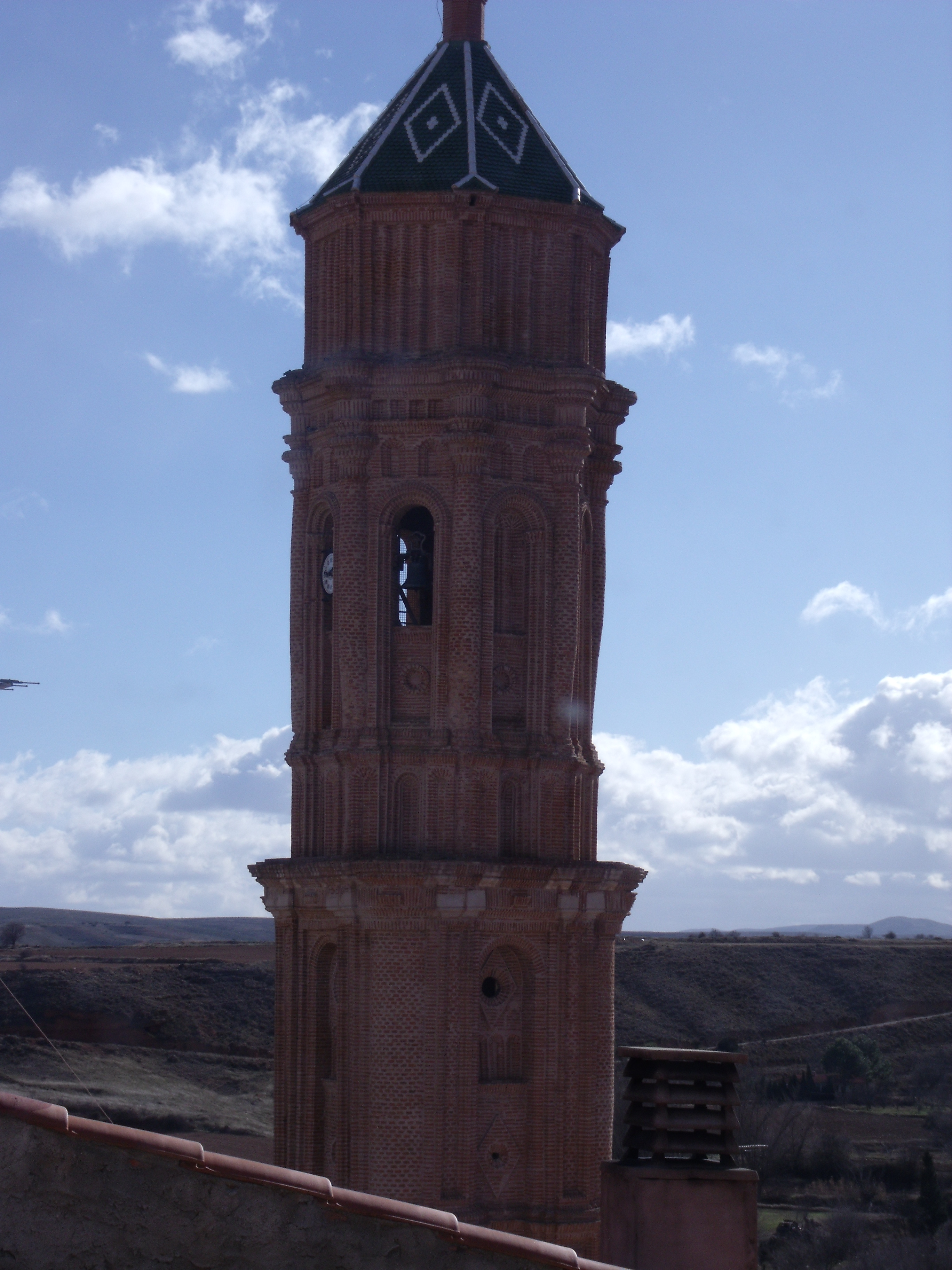
Turm der Marienkirche

## Persönlichkeiten
- Manuela Sancho y Bonafonte (1783–1863), Kämpferin im Unabhängigkeitskrieg 1808/1809